# Resolução 206 do Conselho de Segurança das Nações Unidas
A Resolução 206 do Conselho de Segurança das Nações Unidas aprovada por unanimidade em 15 de junho de 1965, após ter reafirmado resoluções anteriores sobre o tema, o Conselho prorrogou o destacamento no Chipre da Força das Nações Unidas para Manutenção da Paz no Chipre por mais 6 meses, terminando agora em 26 de dezembro de 1965. O Conselho convidou também todos os Estados membros a cumprir a presente resolução e as resoluções anteriores, bem como as partes diretamente interessadas a continuarem a agir com a maior restrição e a cooperar plenamente com a força de manutenção da paz.